# North Uist
North Uist é uma ilha da Escócia.

## Demografia
No primeiro recenseamento, a população beirava os 5.000 habitantes, depois foi caindo ao patamar actual de 1300 em 2001.
| pré 1820s   | 1841  | 1881  | 1891  | 1931  | 1961  | 1971  | 1981  | 1991  | 2001  |
| entre 5.000 | 3.870 | 3.398 | 3.250 | 2.349 | 1.622 | 1.469 | 1.454 | 1.404 | 1.271 |

From Haswell-Smith (2004) except as stated.